# Limesmenge
In der Theorie dynamischer Systeme bezeichnet man als Limesmengen (oder Grenzwertmenge) diejenigen Punkte des Zustandsraums, denen sich Orbits (für positive oder negative Zeit) unendlich oft annähern.

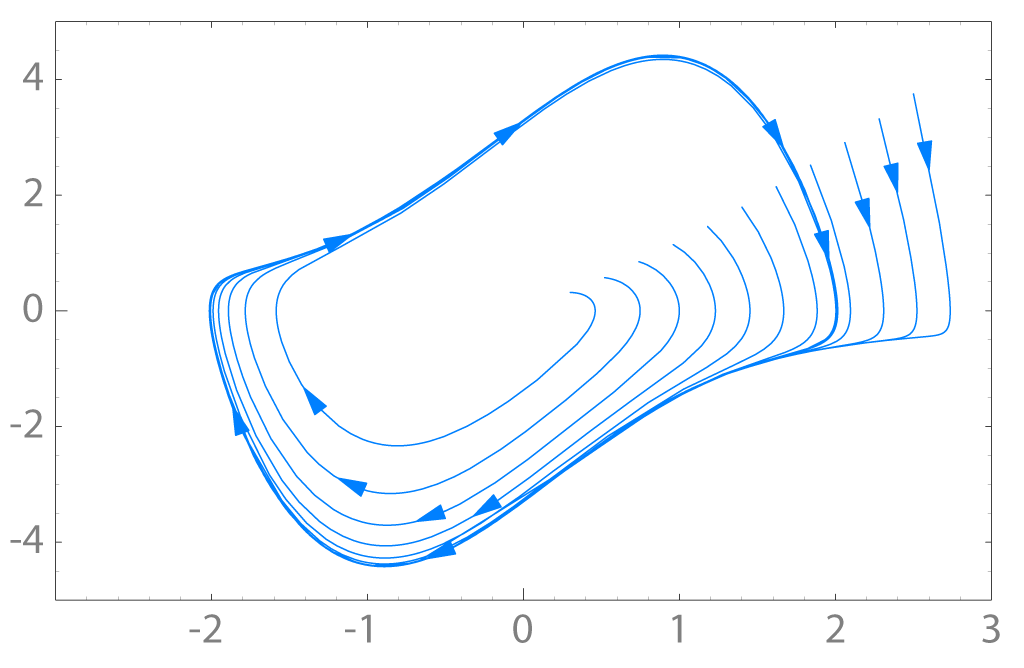
-Limesmenge (Grenzzyklus) des Van-der-Pol-Oszillators

## Definition
Sei {\displaystyle (T,X,\Phi )} ein dynamisches System mit {\displaystyle T=\mathbb {Z} } (diskret) oder {\displaystyle T=\mathbb {R} } (kontinuierlich). T ist meist die Zeit und X der Zustandsraum. Sei {\displaystyle x\in X} ein Punkt des Zustandsraumes.
Die {\displaystyle \omega }-Limesmenge von {\displaystyle x} ist
{\displaystyle \omega (x,\Phi ):=\left\{y\in X:\exists t_{n}\rightarrow \infty ,\Phi (t_{n},x)\rightarrow y\right\}}.
Die {\displaystyle \alpha }-Limesmenge von {\displaystyle x} ist
{\displaystyle \alpha (x,\Phi ):=\left\{y\in X:\exists t_{n}\rightarrow -\infty ,\Phi (t_{n},x)\rightarrow y\right\}}.
Alternativ lassen sich Limesmengen auch wie folgt charakterisieren:
{\displaystyle \omega (x,\Phi )=\bigcap _{n\in T}{\overline {\left\{\Phi (t,x):t>n\right\}}}},
{\displaystyle \alpha (x,\Phi )=\bigcap _{n\in T}{\overline {\left\{\Phi (t,x):t<n\right\}}}}.
Die Limesmengen sind abgeschlossen und invariant unter {\displaystyle \Phi }. Falls {\displaystyle X} kompakt ist, sind die Limesmengen nicht leer.

## Typen
- Fixpunkt
- Periodischer Orbit
- Grenzzyklus
- Seltsamer Attraktor